# Podothecus
Podothecus (лат.) — род лучепёрых рыб семейства агоновых (Agonidae). Морские придонные рыбы. Обитают в северной и северо-западной частях Тихого океана, а также в Арктике. Максимальная длина тела от 17 (Podothecus hamlini) до 50 (Podothecus sachi) см. Охранный статус представителей рода не определён, они безвредны для человека и не являются объектами промысла.

## Классификация
В настоящее время в этом роде 5 признанных ныне живущих видов:
- Podothecus accipenserinus — Осетровая лисичка[2], или многоусая лисичка[2]
- Podothecus hamlini — Курильская лисичка
- Podothecus sachi — Лисичка-дракон
- Podothecus sturioides — Дальневосточная лисичка[3]
- Podothecus veternus — Малоусая лисичка[3], или беззубая лисичка[3]